# Pablo Barrios
Pablo Barrios, né le 15 juin 2003 à Madrid, est un footballeur international espagnol qui évolue au poste de milieu central à l'Atlético de Madrid.

## Biographie

### Carrière en club
Pablo Barrios fait ses débuts en Ligue des champions le 1er novembre 2022, entrant en jeu lors du match de poule de l'Atlético de Madrid contre le FC Porto.

### Carrière en sélection
Barrios est international espagnol en équipes de jeunes, sélectionné avec l'équipe d'espagne des moins de 19 ans en 2022.

## Statistiques
Le tableau ci-dessous retrace la carrière de Pablo Barrios depuis ses débuts :

### En club
| Saison                | Club                  | Championnat           | Championnat | Championnat | Championnat | Coupe(s) nationale(s) | Coupe(s) nationale(s) | Coupe(s) nationale(s) | Compétition(s) continentale(s) | Compétition(s) continentale(s) | Compétition(s) continentale(s) | Compétition(s) continentale(s) | Coupe du monde des clubs | Coupe du monde des clubs | Coupe du monde des clubs | Total | Total | Total |
| Saison                | Club                  | Division              | M.          | B.          | P.d.        | M.                    | B.                    | P.d.                  | Comp.                          | M.                             | B.                             | P.d.                           | M.                       | B.                       | P.d.                     | M.    | B.    | P.d.  |
| 2022-2023             | Atlético Madrid       | Liga                  | 21          | 0           | 1           | 4                     | 2                     | 0                     | C1                             | 1                              | 0                              | 0                              | -                        | -                        | -                        | 26    | 2     | 1     |
| 2023-2024             | Atlético Madrid       | Liga                  | 24          | 0           | 1           | 4                     | 0                     | 0                     | C1                             | 7                              | 1                              | 1                              | -                        | -                        | -                        | 35    | 1     | 2     |
| 2024-2025             | Atlético Madrid       | Liga                  | 31          | 1           | 4           | 4                     | 0                     | 0                     | C1                             | 6                              | 0                              | 1                              | 3                        | 2                        | 0                        | 44    | 3     | 5     |
| 2025-2026             | Atlético Madrid       | Liga                  | 1           | 0           | 0           | -                     | -                     | -                     | C1                             | -                              | -                              | -                              | -                        | -                        | -                        | 1     | 0     | 0     |
| Total sur la carrière | Total sur la carrière | Total sur la carrière | 77          | 1           | 6           | 12                    | 2                     | 0                     | -                              | 14                             | 1                              | 2                              | 3                        | 2                        | 0                        | 106   | 6     | 8     |

### En sélection nationale
| Saison                | Sélection             | Phases finales        | Phases finales | Phases finales | Phases finales | Éliminatoires | Éliminatoires | Éliminatoires | Ligue des nations | Ligue des nations | Ligue des nations | Matchs amicaux | Matchs amicaux | Matchs amicaux | Total | Total | Total |
| Saison                | Sélection             | Compétition           | M              | B              | Pd             | M             | B             | Pd            | M                 | B                 | Pd                | M              | B              | Pd             | M     | B     | Pd    |
| --------------------- | --------------------- | --------------------- | -------------- | -------------- | -------------- | ------------- | ------------- | ------------- | ----------------- | ----------------- | ----------------- | -------------- | -------------- | -------------- | ----- | ----- | ----- |
| 2024-2025             | Espagne               | -                     | -              | -              | -              | -             | -             | -             | 1                 | 0                 | 0                 | -              | -              | -              | 1     | 0     | 0     |
| Total sur la carrière | Total sur la carrière | Total sur la carrière | -              | -              | -              | -             | -             | -             | 1                 | 0                 | 0                 | -              | -              | -              | 1     | 0     | 0     |